# Supreme collection
Supreme collection је први компилацијски албум песама Данијела Ђокића издата 2012. године за Сити Рекордс. Поред старих песама на албуму се налазе и нови синглови на енглеском језику, које је радио Дарко Димитров.Снимљени су спотови за неколико синглова Man on fire, Like it like this и Shake your body.

## Списак песама
1. Shake your body
2. Man on fire
3. Like it like this
4. Thats what we are living for
5. Једва на ногама стојим
6. Не могу од ње
7. Тридесете
8. Аморе мио
9. Киселина
10. Малена
11. Искористи то
12. Кад те зовем ниси ту
13. Три пута на дан
14. Лагаћеш ме
15. Дође ми да
16. Балкан у мојим венама
17. Није лако, није лако
18. Загрли ме ти
19. Само једну ноћ
20. Мораш бити јак